# マムター・バナルジー
マムター・バナルジー（英語: Mamata Banerjee、1955年1月5日 - ）は、インドの政治家、第8代西ベンガル州首相。1998年から全インド草の根会議派の党首を務める。ディディという愛称で呼ばれることがある（ヒンディー語とベンガル語で「姉」を意味する）。 
鉄道大臣、石炭大臣、鉱業大臣などを歴任した。2012年には、「タイム」誌の世界で最も影響力のある100人に選ばれている。     

## 経歴

### 生い立ち
西ベンガル州のカルカッタ（現在のコルカタ ）でベンガル人の家庭に生まれた 。17歳のときに父親を、十分な治療を受けられなかったために亡くしている。彼女は自身がヒンドゥー教徒であることを認めている。 
1970年に、Deshbandhu Sishu Sikshalayで後期中等教育を修了。ジョガマヤ・デビ大学で歴史学の学士号を取得。 その後、コルカタ大学でイスラム史の修士号を取得した。この他に、教育学と法律学の学位も取得し、KIIT大学からは名誉博士号を授与されている。またコルカタ大学からは文学博士号（D.Litt.）を授与されている。 
バネルジーは独学で学んだ画家であり詩人でもある。彼女の300枚の絵画は9000万ルピーで売却されている。 

### 国民会議派の政治家として
バネルジーは、1970年代から政治家としての活動をインド国民議会ではじめ、党の地方組織で経験を積んでいった。1984年総選挙で、インド共産党マルクス主義派のベテラン議員であったソームナート・チャタルジーを破って、インドで最も若い国会議員の1人となった。次の1989年総選挙では、国民会議派に逆風が吹いていたため議席を失い、 1991年総選挙で再選された。その後は、1996年、1998年、1999年、2004年、2009年の総選挙でコルカタ南部の議席を守り続けた。

### 草の根会議派の立ち上げ
1997年、バネルジーは西ベンガル州の国民議会派を離党し、ムクルロイと共に全インド草の根会議派を結成した。1999年、同党はインド人民党主導の国民民主同盟（NDA）政権に加わり、バナルジーは鉄道大臣に就任した。   

### 西ベンガル州首相

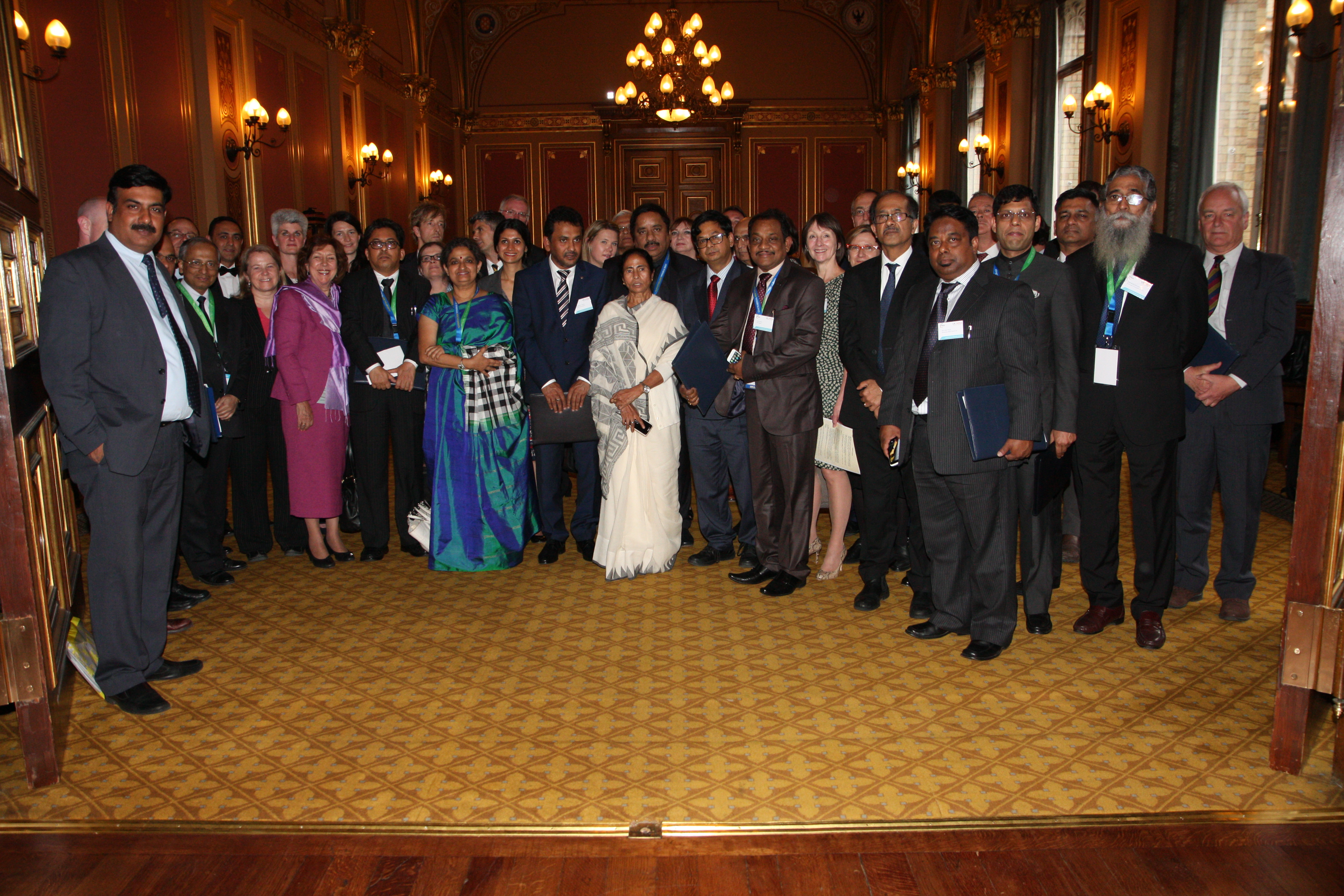
2015年7月27日にロンドンで開催されたイベントに、西ベンガル州首相として参加

2011年5月に開票が実施された西ベンガル州議会選挙では、全インド草の根会議派（TMC）と国民会議派（INC）およびインド社会主義統一センター（SUCI）との連合で、227議席（TMC184議席、INC42議席、SUCI1議席）を獲得した。この結果により、長年続いたインド共産党マルクス主義派を中心とした左翼戦線政権が終焉むかえ、バネルジーは西ベンガル州初の女性首相に就任した。  